# Synalov
Synalov (en allemand : Sinalow) est une commune du district de Brno-Campagne, dans la région de Moravie-du-Sud, en République tchèque. Sa population s'élevait à 120 habitants en 2020.

## Géographie
Synalov se trouve à 7 km à l'est-nord-est de Velká Bíteš, à 30 km au nord-ouest de Brno et à 160 km au sud-est de Prague.
La commune est limitée par Osiky au nord, par Strhaře à l'est, par Lomnice au sud, et par Ochoz u Tišnova et Běleč à l'ouest.

## Histoire
La première mention écrite de la localité date de 1360.